# Blanka Stajkow
Blanka Stajkow (Estetino, Polónia; 23 de Maio de 1999) é uma cantora e modelo polaca. Representou a Polónia no Festival Eurovisão da Canção de 2023, em Liverpool, com a canção «Solo».

## Biografia
Stajkow nasceu em Estetino, filha de mãe polaca e pai búlgaro. De acordo com Stajkow, nenhum dos seus pais tem formação musical. A sua mãe encorajou-a desde cedo a experimentar várias actividades, tais como juntar-se a grupos de dança disco e frequentar escolas de música. Numa entrevista, Stajkow mencionou que todas as manhãs a sua mãe ligava sempre a MTV ou o Trace Urban, o que a encorajava a entrar na indústria musical. Aos 13 anos, lançou o seu primeiro single intitulado «Strong Enough».

## Carreira

### Como modelo
Em 2021, competiu no reality show polaco «Top Model». Durante o programa, lançou oficialmente o seu primeiro single oficial, «Better». No ano seguinte, assinou um contrato com a Warner Music Poland e lançou o seu segundo single, «Solo».

### Festival Eurovisão da Canção 2023
A 15 de fevereiro de 2023, Stajkow foi anunciada como uma das dez participantes que irão competir em «Tu bije serce Europy! Wybieramy hit na Eurowizję», a selecção nacional polaca para o Festival Eurovisão da Canção 2023 com a sua canção previamente lançada, «Solo». No concurso, realizado a 26 de Fevereiro, conseguiu vencer a competição, e ganhou o máximo de pontos disponíveis do júri e o segundo lugar no televoto. A vitória de Blanca deu origem a um escândalo. A investigação sobre a suspeita de corrupção do júri ainda está a decorrer.